# Linia kolejowa nr 874
Linia kolejowa nr 874 – jednotorowa, zelektryfikowana linia kolejowa znaczenia miejscowego, łącząca posterunek odgałęźny Kleszczów z posterunkiem odgałęźnym Ciepłownia.
Linia umożliwia przejazd pociągów z kierunku Warszowic w stronę Suszca Rudziczki bez konieczności zmiany czoła pociągu na stacji Żory.